# Ndyack Aram Bakar
Ndyak Aram Bakar est un Brak du royaume sénégalais du Waalo ayant régné du début des années 1730 jusqu'en 1757, la tradition orale lui accordant 25 ans de règne. Il succède à son frère Yêrim Mbanyik Aram Bakar. Son règne est principalement marqué par son implication dans la guerre civile qui secoue le Cayor voisin, à la suite de la succession houleuse du Damel Meïssa Teinde Wedj Fall.